# White Hall (Alabama)
White Hall é uma cidade  localizada no estado americano de Alabama, no Condado de Lowndes.

## Demografia
Segundo o censo americano de 2000, a sua população era de 1014 habitantes.
Em 2006, foi estimada uma população de 966, um decréscimo de 48 (-4.7%).

## Geografia
De acordo com o United States Census Bureau, a localidade tem uma área de 40,1 km², dos quais 40,0 km² cobertos por terra e 0,1 km² cobertos por água. White Hall localiza-se a aproximadamente 56 m acima do nível do mar.

## Localidades na vizinhança
O diagrama seguinte representa as localidades num raio de 24 km ao redor de White Hall.